# Santa Monica (Rom)

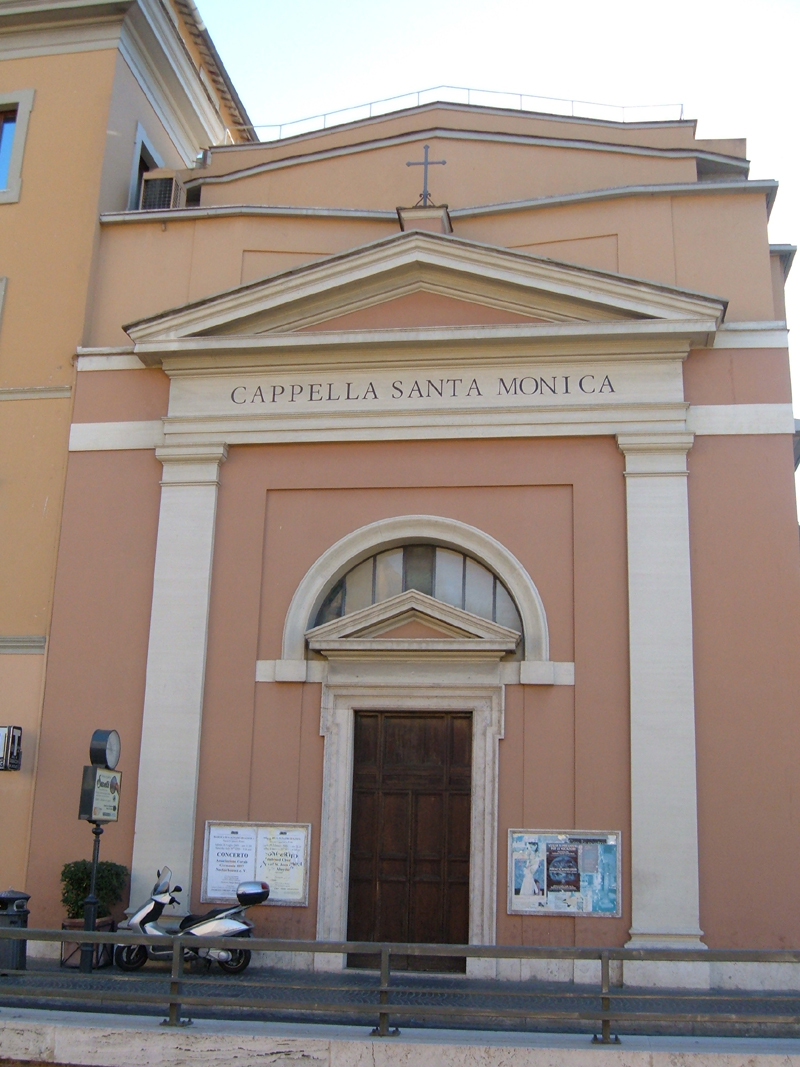
Außenansicht

Santa Monica degli Agostiniani ist eine römisch-katholische Klosterkirche und Titeldiakonie aus dem 20. Jahrhundert. Sie liegt im Zentrum Roms südlich des Vatikans im Stadtteil Borgo an der Piazza del Sant’Uffizio. Sie wurde 1941 von Giuseppe Momo erbaut und ist die Kapelle des Internationalen Kollegiums der Augustiner in der Nähe ihrer Generalkurie. Die Patronin der Kirche ist die heilige Monika, die Mutter des heiligen Augustinus. Gegenüber dieser Kapelle befindet sich die alte Kirche San Pietro in Borgo.

## Geschichte
An dem Standort befindet sich das aktuelle Generalat des Augustinerordens. Das Patronat des Heiliger Augustinus wurde nicht gewählt, da es bereits mehrere Kirchen mit dem Namen in Rom gab. Die Kirche wurde 1940 und 1941 nach Entwürfen von Giuseppe Momo gebaut. Da Momo 1940 starb, vollendete sie Silvio Galizia. Am 30. September 2023 wurde die Kirche in den Rang einer Titeldiakonie erhoben. Erster und bisher einziger Titelträger war bis Februar 2025 Robert F. Prevost OSA, Präfekt des Dikasteriums für die Bischöfe und seit dem 8. Mai 2025 Papst Leo XIV.